# Yakalo
Un yakalo es un híbrido de un yak (Bos grunniens) y un bisonte americano (Bison bison) producido mediante reproducción selectiva. Los yakalos son raros, excepto en la zona central de Alberta, Canadá, donde a veces se los denomina "yak-bisonte" o "Ganado alternativo". Algunos granjeros de Alberta los tienen como ganado para producir carne o leche, dado que soportan mejor que otros ganados el invierno con mucha nieve.